# Afamin
Afamin‏ (Afamin) هوَ بروتين يُشَفر بواسطة جين Afamin في الإنسان.